# Евклідів простір
Евклідів простір — скінченновимірний дійсний векторний простір {\displaystyle E} зі скалярним добутком
. Названий на честь давньогрецького математика Евкліда з Александрії. Кожна точка тривимірного Евклідового простору визначається трьома координатами (див. рис.). Розширює двовимірну евклідову площину до тривимірного простору, і є поняттям Евклідової геометрії. Термін «евклідовий» дає змогу відрізняти ці простори від інших типів просторів, що можуть розглядатися в сучасній геометрії. Евклідів простір узагальнюють і до більшої кількості вимірів.
В класичній давньогрецькій геометрії існує визначення евклідової площини та тривимірного евклідового простору, що ґрунтується на певних постулатах, водночас інші властивості цих просторів виведені як теореми. Використовувалися також геометричні побудови для визначення раціональних чисел, що є відношеннями співмірних довжин[джерело?]. Коли алгебра і математичний аналіз набули достатнього розвиту, цей зв'язок зберігся і тепер більш загальним стало визначення Евклідового простору на основі векторних просторів, що дозволяють використовувати декартові координати і методи алгебри та диференціального та інтегрального числення. Це означає, що точки визначають за допомогою трійок дійсних чисел, які називають координатними векторами, а геометричні фігури описують рівняннями і нерівностями, які визначають співвідношення цих координат. Цей підхід дає змогу також легко узагальнити w. геометрію до евклідових просторів до просторів більшої розмірності.
Евклідів простір визначено за допомогою аксіом, які не вказують, як саме мають бути представлені точки цього простору. Евклідів простір може бути побудований за допомогою декартової системи координат як одного з можливих способів його подання. В такому випадку Евклідів простір моделюють застосовуючи дійсний простір координат ({\displaystyle \mathbb {R} ^{n}}), що має таку ж розмірність. Для одного виміру це була б шкала дійсних чисел; для двох вимірів він подається декартовою системою координат на площині; а для більшої кількості вимірів це є координатний простір із трьома або більше координатами, що представлені дійсними числами. Математики позначають {\displaystyle n}-вимірний Евклідів простір як {\displaystyle \mathbb {E} ^{n}}, якщо вони хочуть наголосити на його природі та властивостях, однак також використовують позначення {\displaystyle \mathbb {R} ^{n}}, оскільки ці дві структури мають подібні властивості і їх зазвичай не розрізняють. Евклідові простори мають скінченну кількість вимірів.

## Евклідова метрика
Нехай декартові координати в тривимірному просторі такі, що якщо точці {\displaystyle P} відповідають три її координати {\displaystyle (x_{1},x_{2},x_{3})}, а точці {\displaystyle Q} — координати {\displaystyle (y_{1},y_{2},y_{3})}. Тоді, якщо квадрат довжини прямолінійного відрізку, що з'єднує {\displaystyle P} та {\displaystyle Q} дорівнює: {\displaystyle l^{2}=(x_{1}-y_{1})^{2}+(x_{2}-y_{2})^{2}+(x_{3}-y_{3})^{2}}, то такий простір називають евклідовим простором, а декартові координати з такими властивостями називають евклідовими координатами.
Узагальнюючи на випадок n вимірів, отримаємо {\displaystyle l^{2}=(x_{1}-y_{1})^{2}+(x_{2}-y_{2})^{2}+\dots (x_{n}-y_{n})^{2}=\sum _{k=1}^{n}(x_{k}-y_{k})^{2}}.
Функція відстані між двома точками має назву метрики, а поданий вище вид такої функції для евклідового простору має назву евклідової метрики.

## Вектори в евклідовому просторі
З точками евклідового простору зручно зіставити вектори. Назвемо вектор, направлений від початку координат у точку {\displaystyle P} радіус-вектором цієї точки. Декартові координати {\displaystyle (x_{1},x_{2},x_{3})} точки {\displaystyle P} будемо називати координатами радіус-вектора. Два вектори, які направлені з початку координат до точок {\displaystyle P} та {\displaystyle Q} з координатами {\displaystyle \mathbf {p} =(x_{1},x_{2},x_{3})} та {\displaystyle \mathbf {q} =(y_{1},y_{2},y_{3})} можна складати покоординатно. Тобто отримати вектор {\displaystyle \mathbf {p} +\mathbf {q} } з координатами {\displaystyle (x_{1}+y_{1},x_{2}+y_{2},x_{3}+y_{3})}.
Можна також помножити вектор на число (скаляр). Одиничні вектори {\displaystyle \mathbf {e} _{1}=(1,0,0)}, {\displaystyle \mathbf {e} _{2}=(0,1,0)}, {\displaystyle \mathbf {e} _{3}=(0,0,1)} мають довжину, яка дорівнює {\displaystyle 1}, а самі вектори взаємно перпендикулярні.
Будь-який вектор {\displaystyle \mathbf {v} =(x_{1},x_{2},x_{3})} може бути розкладений по одиничних векторах: {\displaystyle \mathbf {v} =\mathbf {e} _{1}x_{1}+\mathbf {e} _{2}x_{2}+\mathbf {e} _{3}x_{3}}. Тут простір тривимірний. Для {\displaystyle n}-вимірного простору все аналогічно. Тому евклідів простір визначається також як лінійний (векторний) простір, в якому квадрат відстані між точками (кінцями радіус-векторів) визначається за формулою {\displaystyle l^{2}=\sum _{k=1}^{n}(x_{k}-y_{k})^{2}}